# Dragon Ball Daima
Dragon Ball Daima (jap. ドラゴンボールDAIMA Doragon Bōru Daima) – serial anime wyprodukowany przez studio Toei Animation. Jest to szósta animowana odsłona serii Dragon Ball emitowana w telewizji oraz druga i ostatnia, która została napisana przez Akirę Toriyamę. Premiera odbyła się w październiku 2024 na kanale Fuji TV.

## Fabuła
Son Goku i jego przyjaciele zostają zmienieni w dzieci.
Historia rozgrywa się pomiędzy wydarzeniami z Dragon Ball Z a Dragon Ball Super.

## Obsada
| Postać      | Seiyū              |
| ----------- | ------------------ |
| Son Goku    | Masako Nozawa      |
| Kaioshin    | Yumiko Kobayashi   |
| Glorio      | Kōki Uchiyama      |
| Panzy       | Fairouz Ai         |
| Gomah       | Shōtarō Morikubo   |
| Degesu      | Junya Enoki        |
| Dr. Arinsu  | Yōko Hikasa        |
| Vegeta      | Yudai Mino         |
| Piccolo     | Tomohiro Yamaguchi |
| Bulma       | Mai Nakahara       |
| Krillin     | Aki Kanada         |
| Chi-Chi     | Ai Kakuma          |
| Kame-Sennin | Nobuaki Kanemitsu  |
| Trunks      | Tsubasa Yonaga     |
| Son Goten   | Masako Nozawa      |
| Dende       | Erina Goto         |
| Mr. Satan   | Toru Sakurai       |
| Mr. Popo    | Kimiko Saitō       |
| Kibito      | Yusuke Handa       |
| Majin Buu   | Shiho Amuro        |
| Yamcha      | Ryōta Suzuki       |
| Neva        | Hiroshi Naka       |
| Korin       | Ken Uo             |

## Produkcja

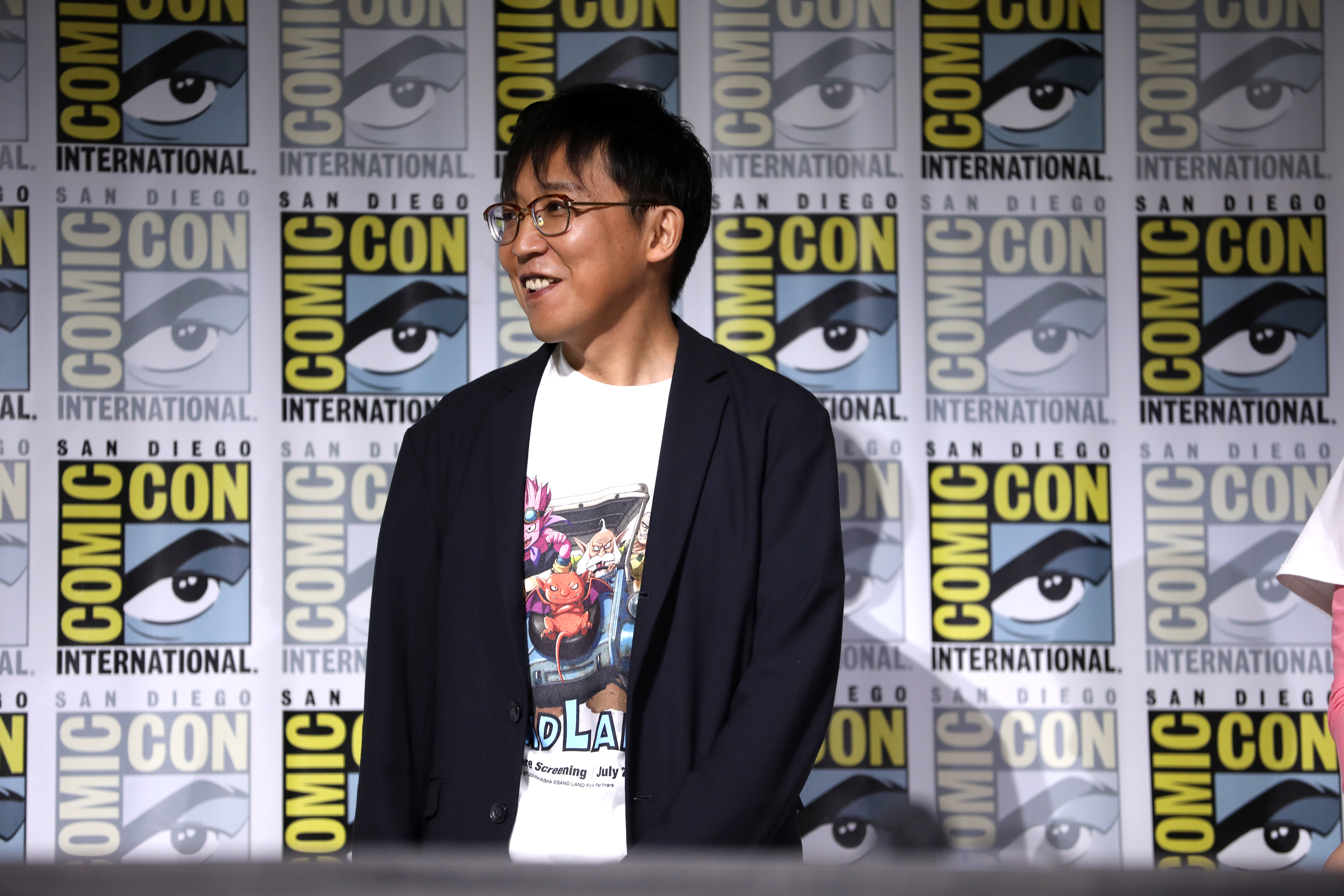
Akio Iyoku powiedział, że Dragon Ball GT posłużył jako „punkt wyjścia” do stworzenia Dragon Ball Daima.

12 października 2023 studio Toei Animation ogłosiło podczas swojego panelu na New York Comic Con, że nowe anime zatytułowane Dragon Ball Daima zostanie wydane jesienią 2024 roku. Twórca serii Dragon Ball, Akira Toriyama, miał być „głęboko zaangażowany, wykraczając poza swój zwyczajowy zakres” i został wymieniony w towarzyszącym zwiastunie jako autor oryginalnej historii oraz projektów postaci. W informacji prasowej przypisano mu również stworzenie projektów wielu pojazdów, potworów i postaci drugoplanowych oraz wymyślenie tytułu. Toriyama przekazał panelowi Comic Con wiadomość, w której wyjaśnił, że chociaż „DAIMA” to wymyślony termin, w języku japońskim zapisuje się go jako „大魔”. Akio Iyoku, producent wykonawczy serii Dragon Ball, powiedział, że projekt był w fazie realizacji przez ostatnie pięć lat, ale tytuł został wybrany niecały miesiąc temu. Dodał później, że Toriyama „stworzył całą historię”, którą Iyoku opisał jako mającą „silne poczucie przygody i mnóstwo akcji”.
W listopadzie 2023 magazyn „V Jump” ogłosił główną ekipę produkcyjną i potwierdził, że Masako Nozawa ponownie wcieli się w rolę Goku. Yoshitaka Yashima oraz Aya Komaki pełnią funkcję reżyserów anime, natomiast Yūko Kakihara odpowiedzialna jest za kompozycję serii i scenariusz. Katsuyoshi Nakatsuru, który wcześniej pracował przy seriach Dragon Ball, Dragon Ball Z i Dragon Ball GT, zaadaptował projekty postaci Toriyamy na potrzeby animacji.
Drugi zwiastun, skupiający się na postaci Goku, został zaprezentowany podczas wydarzenia Dragon Ball Games Battle Hour 28 stycznia 2024. Podczas transmisji na żywo z tego wydarzenia pokazano ilustracje bohaterów, które Toriyama stworzył na potrzeby anime, w tym kilka nowych postaci. Toriyama zmarł 1 marca 2024. Tydzień później wiadomość, którą wysłał na Tokyo Anime Award Festival 2024 z okazji przyznania mu nagrody za całokształt twórczości, została publicznie zaprezentowana podczas festiwalu. W wiadomości tej ujawnił, że Dragon Ball Daima początkowo miało być oryginalnym serialem anime bez jego udziału, ale „udzielając porad tu i tam, ostatecznie zaangażował się w projekt bardziej, niż się spodziewał”.
Plakat przedstawiający wielu bohaterów z hasłem „Welcome to the Great Adventure!” oraz trzeci zwiastun zostały opublikowane 19 lipca, ujawniając, że serial zadebiutuje w październiku. 2 września stacja Fuji TV ogłosiła szczegóły emisji, w tym datę rozpoczęcia – 10 października – oraz fakt, że wszystkie odcinki serialu zostały już ukończone. Dwa dni później opublikowano czwarty zwiastun oraz kolejny plakat, na którym pojawiło się dwóch nowych bohaterów w porównaniu do pierwszego plakatu, a hasło zostało zmienione na „Welcome to the Demon Realm!”. W zwiastunie ujawniono obsadę: Yumiko Kobayashi jako Kaioshin, Kōki Uchiyama jako Glorio i Fairouz Ai jako Panzy, a także zapowiedziano motyw przewodni serialu. 10 września na oficjalnej stronie franczyzy ogłoszono role Shōtarō Morikubo jako Gomah, Junya Enoki jako Degesu i Yōko Hikasa jako Dr. Arinsu. Daima to pierwsza produkcja, w której Yamchy nie zagra Tōru Furuya – 4 października ogłoszono, że zastąpi go Ryōta Suzuki.

### Ścieżka dźwiękowa
Motywem otwierającym serial jest „Jaka Jaan” (jap. ジャカ☆ジャ〜ン Jaka jān) autorstwa niemieckiego producenta muzycznego Zedda oraz japońskiego duetu wokalnego C&K. Zedd otrzymał propozycję skomponowania melodii, ponieważ jest otwartym fanem Dragon Balla, a tekst napisał Yukinojo Mori, który stworzył wiele utworów dla tej franczyzy. Mori skomentował, że mimo obaw związanych z ponownym pisaniem dla serii, Toriyama wprowadził świeże podekscytowanie, zmieniając jej kierunek z „walki” na „przygodę”. Keen z duetu C&K jest wymieniony jako współkompozytor muzyki. Motywem końcowym jest „Nakama” w wykonaniu Zedda i japońsko-amerykańskiej piosenkarki Ai. Zedd ponownie skomponował melodię, a Ai napisała tekst piosenki.

## Wydanie
Światowa premiera serialu odbyła się 6 października 2024 w Tokyo Big Sight podczas wydarzenia Dragon Ball Daimatsuri, które upamiętniało 40. rocznicę wydania mangi. Pierwszy odcinek został wyświetlony trzykrotnie w ciągu dnia, a podczas dwóch pierwszych seansów obecni byli członkowie obsady. Emisja telewizyjna rozpoczęła się 11 października 2024 na kanale Fuji TV, a odcinki nadawane są w piątki o godzinie 23:40. Pierwszy odcinek jest dziesięć minut dłuższy niż zwykle. Netflix rozpoczął streaming serii w Azji 14 października, a globalnie 18 października.

### Lista odcinków
| №  | Tytuł                                | Reżyseria       | Premiera             |
| -- | ------------------------------------ | --------------- | -------------------- |
| 1  | Spisek Inbō (インボウ)               | Aya Komaki      | 11 października 2024 |
| 2  | Glorio Gurorio (グロリオ)            | Kazuya Karasawa | 18 października 2024 |
| 3  | Daima (ダイマ)                       | Takao Kiriyama  | 25 października 2024 |
| 4  | Gaduła Oshaberi (オシャベリ)         | Kan Murakami    | 1 listopada 2024     |
| 5  | Panzy Panji (パンジ)                 | Yūichi Tsuzuki  | 8 listopada 2024     |
| 6  | Błyskawica Inazuma (イナヅマ)        | Gaku Yano       | 15 listopada 2024    |
| 7  | Kołnierz Kubiwa (クビワ)             | Ryūta Kawahara  | 22 listopada 2024    |
| 8  | Tamagami (タマガミ)                  | Kazuya Karasawa | 29 listopada 2024    |
| 9  | Złodzieje Touzoku (トウゾク)         | Takao Kiriyama  | 6 grudnia 2024       |
| 10 | Ocean Unabara (ウナバラ)             | Kan Murakami    | 13 grudnia 2024      |
| 11 | Legenda Densetsu (デンセツ)          | Yūichi Tsuzuki  | 20 grudnia 2024      |
| 12 | Ukryta moc Sokodjikara (ソコヂカラ)  | Kazuya Karasawa | 27 grudnia 2024      |
| 13 | Niespodzianka Sapuraizu (サプライズ) | Aya Komaki      | 10 stycznia 2025     |
| 14 | Tabu Tabū (タブー)                   | Gaku Yano       | 17 stycznia 2025     |
| 15 | Trzecie oko Sādoai (サードアイ)      | Takao Kiriyama  | 24 stycznia 2025     |
| 16 | Degesu (デゲス)                      | Ryūta Kawahara  | 31 stycznia 2025     |
| 17 | Goma Gomā (ゴマー)                   | Kazuya Karasawa | 7 lutego 2025        |
| 18 | Przebudzenie Mezame (メザメ)         | Kan Murakami    | 14 lutego 2025       |
| 19 | Zdrada Uragiri (ウラギリ)            | Kazuya Karasawa | 21 lutego 2025       |
| 20 | Maksimum Zenkai (ゼンカイ)           | Aya Komaki      | 28 lutego 2025       |